# Mirjam Tuominen
Mirjam Irene Tuominen, född 19 april 1913 i Kajana, död 31 juli 1967 i Helsingfors, var en finländsk svenskspråkig författare.

## Biografi
När Mirjam Tuominen var sju år gammal dog hennes far kontorschefen Ernst Tuominen, och hon växte upp med modern Irene Barck och tre systrar. Hon tog studentexamen 1931, studerade bland annat litteratur och konsthistoria vid Helsingfors universitet och blev filosofie magister 1935. Efter ett år som au pair i Paris, då hon också studerade franska och litteratur, återvände hon till Finland och debuterade 1938 med novellsamlingen Tidig tvekan.
Vid vinterkrigets utbrott 1939 gifte Mirjam Tuominen sig med Torsten Korsström och flyttade till Nykarleby. Efter debuten ägnade hon sig huvudsakligen åt författarskapet och litteraturkritiken.
Mirjam Tuominens "novellkonst pejlar med intellektuell skärpa och nervös känslighet människans reaktioner i en tillvaro, som behärskas av gåtfulla, mörka makter" (Litteraturhandboken 1971).
Andra världskriget och uppgörelsen med nazismen är ett viktigt tema i Mirjam Tuominens författarskap. I Besk Brygd (1947) är offer- och bödelproblematiken ett genomgående tema. En utgångspunkt för boken var en tidningsnotis om en tysk soldat som kastat en liten judisk pojke i en avloppsbrunn. 
I slutet av 1940-talet genomgick Mirjam Tuominens liv en förändring på flera plan. Hon bröt upp från Nykarleby och sitt äktenskap och bosatte sig i Helsingfors med sina två döttrar. Ett stort antal nonfigurativa teckningar i blyerts och krita kom till under 1955–1960. Även författarskapet ändrade form och i mitten av 1950-talet övergick Tuominen från prosa till lyrik. Den första diktsamlingen hette Under jorden sjönk (1954). Under 1950-talet gav hon ut ytterligare fyra diktsamlingar. I dikterna finns bl.a. religiösa motiv.
Under 1950-talet hade Mirjam Tuominen börjat intressera sig för den romersk-katolska kyrkan och 1963 konverterade hon till katolicismen. Betraktelseboken Gud är närvarande utkom 1961. 
Tuominen var mor till läraren, översättaren Kyra Korsström (1941–2021) och författaren Tuva Korsström (f. 1946).
Hennes arkiv finns hos Svenska litteratursällskapet i Finland.

### Egna verk
- Tidig tvekan, 1938
- Murar, 1939
- Visshet, 1942
- Mörka gudar; Besk brygd, 1944
- Kris, 1946
- Tvekan: noveller i urval, 1947
- Bliva ingen: prosa, 1949
- Stadier: essäer och översikter, 1949
- Tema med variationer, 1952
- Monokord, 1954
- Under jorden sjönk, 1954
- Dikter III, 1956
- Vid gaitans, 1957
- I tunga hängen mognar bären, 1959
- Hölderlin, 1960
- Gud är närvarande, 1961

### Postuma verk
- Mirjam Tuominen i urval 1: Ny gryning, 1989
- Mirjam Tuominen i urval 2: Det outgrundliga leendet, 1990
- Mirjam Tuominen: Icke-bilder, 1955-60, ei-kuvia. Utställning. Amos Andersons konstmuseum, 24.8.–7.10.1990. (Parallelltext på finska och svenska.)
- Mirjam Tuominen i urval 3: Förstumning och inristning, 1992
- Flickan som blev en växt: Prosa 1938–1949 av Mirjam Tuominen. Urval av Tuva Korsström, 2000
- Samlade noveller 1, 2018
- Samlade noveller 2, 2018
- Bliva ingen, 2018

### Översättningar
- Orfeus-sonetterna: Skrivna som en gravvård för Wera Ouckama Knoop av Rainer Maria Rilke, 1957
- Brev Rainer Maria Rilke. Översättning och urval, 1957